# Lars Glassér
Lars Glassér, né le 4 octobre 1925 à Stockholm et mort le 15 janvier 1999 à Rättvik, est un kayakiste suédois.

## Palmarès

### Jeux olympiques
- Helsinki 1952 :
  -  Médaille d'argent en K-2 1 000 m avec Ingemar Hedberg.

### Championnats du monde
- Londres 1948 :
  -  Médaille d'or en K-1 4x500 m avec Lars Helsvik, Gert Fredriksson et Lennart Klingström.
  -  Médaille d'argent en K-1 500 m.
- Copenhague 1950 :
  -  Médaille d'or en K-1 4x500 m avec Ingemar Hedberg, Gert Fredriksson et Lennart Klingström.
  -  Médaille d'or en K-2 500 m avec Ingemar Hedberg.
  -  Médaille d'or en K-2 1 000 m avec Ingemar Hedberg.
- Mâcon 1954 :
  -  Médaille d'or en K-1 4x500 m avec Carl-Åke Ljung, Gert Fredriksson et Bert Nilsson.